# Chamaelimnas splendens
Chamaelimnas splendens is een vlindersoort uit de familie van de prachtvlinders (Riodinidae), onderfamilie Riodininae.
Chamaelimnas splendens werd in 1902 beschreven door Henley Grose-Smith.